# 碧流河 (新疆)

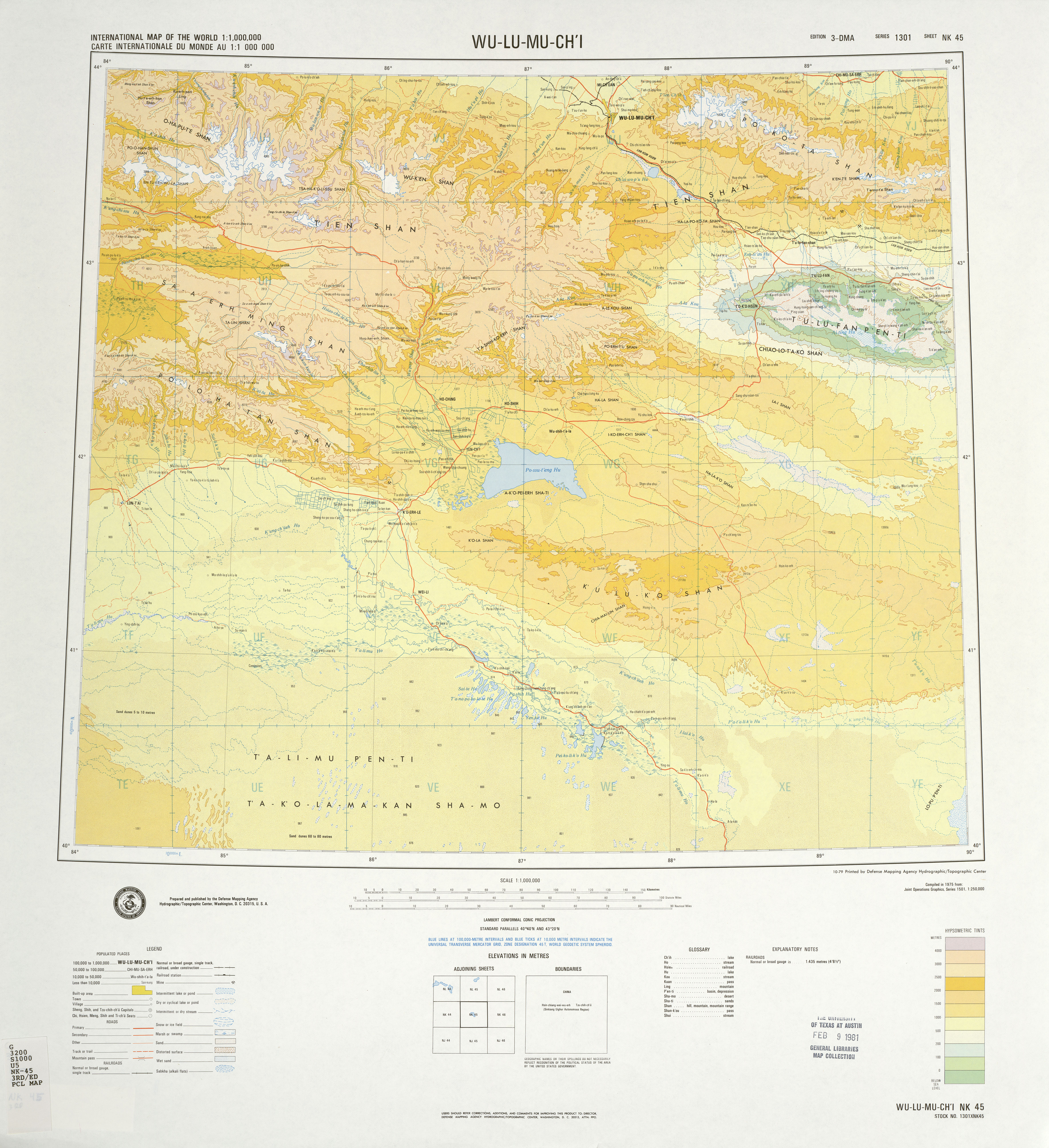
乌鲁木齐地区的地图，碧流河（Piliu Kou）位于图中右上角。

碧流河，位于中华人民共和国新疆维吾尔自治区昌吉回族自治州奇台县南部地区的一条河流，河名系蒙古语“毕鲁贡”的转音，意为“产磨刀石的河沟”。发源于博格达山北坡，源流由东直沟、直沟、二道沟和西沟汇集而成，汇合口以下干流向北流约11千米后出山口，出山口上游约2.5千米处建有碧流河水库。山口以下河床渐宽，在前山平原区呈散流状，主河道转向东北流，逐渐消失在下游灌区中。山口以上河长23千米，流域面积172平方千米，年均径流量约0.65亿立方米。